# Jezioro Drzonowskie
Jezioro Drzonowskie – jezioro w Dolinie Gwdy, położone w gminie Biały Bór, w powiecie szczecineckim, w woj. zachodniopomorskim.
Według danych gminy Biały Bór powierzchnia zbiornika wynosi 15,09 ha. Maksymalna głębokość wynosi 5,5 m.
Lustro wody jeziora znajduje się na wysokości 151,3 m n.p.m. Przez jezioro przepływa rzeka Gnilec.
Na południe od Jeziora Drzonowskiego leży wieś Drzonowo. Nieopodal brzegu w otoczeniu 6 klonów stoi neogotycki kościół pw. Świętego Krzyża z końca XIX wieku.
Około 0,3 km na zachód od jeziora biegnie droga krajowa nr 20 ze Stargardu do Gdyni.
Jezioro Drzonowskie przed 1945 r. nazywało się Dorf See.